# 2009-es Le Mans-i 24 órás verseny
A 2009-es Le Mans-i 24 órás verseny június 13-a és 14-e napján került megrendezésre.

## Időmérő edzés
|    | #   | Csapat                     | Kategória | Idő      | Különbség |
| -- | --- | -------------------------- | --------- | -------- | --------- |
| 1  | 8   | Team Peugeot Total         | LMP1      | 3:22.880 |           |
| 2  | 1   | Audi Sport Team Joest      | LMP1      | 3:23.650 | +0.762    |
| 3  | 7   | Team Peugeot Total         | LMP1      | 3:24.860 | +1.972    |
| 4  | 17  | Pescarolo Sport            | LMP1      | 3:25.062 | +2.174    |
| 5  | 9   | Peugeot Sport Total        | LMP1      | 3:25.252 | +2.364    |
| 6  | 2   | Audi Sport North America   | LMP1      | 3:25.780 | +2.892    |
| 7  | 3   | Audi Sport Team Joest      | LMP1      | 3:27.106 | +4.218    |
| 8  | 007 | AMR Eastern Europe         | LMP1      | 3:27.180 | +4.292    |
| 9  | 008 | Aston Martin Racing        | LMP1      | 3:27.704 | +4.816    |
| 10 | 13  | Speedy Racing Team Sebah   | LMP1      | 3:28.134 | +5.246    |
| 11 | 23  | Strakka Racing             | LMP1      | 3:29.798 | +6.910    |
| 12 | 16  | Pescarolo Sport            | LMP1      | 3:30.466 | +7.578    |
| 13 | 15  | Kolles                     | LMP1      | 3:31.192 | +8.304    |
| 14 | 14  | Kolles                     | LMP1      | 3:31.548 | +8.660    |
| 15 | 10  | Team Oreca Matmut AIM      | LMP1      | 3:33.514 | +10.626   |
| 16 | 11  | Team Oreca Matmut AIM      | LMP1      | 3:33.860 | +10.972   |
| 17 | 009 | Aston Martin Racing        | LMP1      | 3:33.968 | +11.080   |
| 18 | 6   | Team LNT                   | LMP1      | 3:35.804 | +12.916   |
| 19 | 4   | Creation Autosportif       | LMP1      | 3:36.552 | +13.072   |
| 20 | 31  | Team Essex                 | LMP2      | 3:37.720 | +14.832   |
| 21 | 5   | Navi Team Goh              | LMP2      | 3:37.802 | +14.914   |
| 22 | 12  | Signature Plus             | LMP1      | 3:39.326 | +16.438   |
| 23 | 33  | Speedy Racing Team Sebah   | LMP2      | 3:41.724 | +18.836   |
| 24 | 25  | RML                        | LMP2      | 3:41.952 | +19.064   |
| 25 | 40  | Quifel ASM Team            | LMP2      | 3:42.012 | +19.124   |
| 26 | 30  | Racing Box                 | LMP2      | 3:42.848 | +19.960   |
| 27 | 41  | GAC Racing Team            | LMP2      | 3:44.830 | +21.942   |
| 28 | 35  | OAK Racing                 | LMP2      | 3:45.032 | +22.144   |
| 29 | 32  | Barazi-Epsilon             | LMP2      | 3:52.956 | +30.068   |
| 30 | 39  | KSM                        | LMP2      | 3:53.072 | +30.184   |
| 31 | 63  | Corvette Racing            | GT1       | 3:54.230 | +31.342   |
| 32 | 64  | Corvette Racing            | GT1       | 3:54.702 | +31.814   |
| 33 | 26  | Bruichladdich-Bruneau Team | LMP2      | 3:55.320 | +32.432   |
| 34 | 66  | Jetalliance Racing         | GT1       | 3:56.126 | +33.238   |
| 35 | 72  | Luc Alphand Aventures      | GT1       | 3:57.170 | +34.282   |
| 36 | 24  | OAK Racing                 | LMP2      | 3:57.524 | +34.636   |
| 37 | 73  | Luc Alphand Aventures      | GT1       | 4:00.528 | +35.676   |
| 38 | 80  | Flying Lizard Motorsports  | GT2       | 4:03.202 | +40.314   |
| 39 | 77  | Team Felbermayr-Proton     | GT2       | 4:03.232 | +40.344   |
| 40 | 82  | Risi Competizione          | GT2       | 4:04.056 | +41.168   |
| 41 | 99  | JMB Racing                 | GT2       | 4:04.084 | +41.196   |
| 42 | 97  | BMS Scuderia Italia        | GT2       | 4:04.222 | +41.334   |
| 43 | 76  | IMSA Performance Matmut    | GT2       | 4:04.648 | +41.760   |
| 44 | 78  | AF Corse                   | GT2       | 4:04.938 | +42.050   |
| 45 | 92  | JMW Motorsport             | GT2       | 4:05.168 | +42.280   |
| 46 | 87  | Drayson Racing             | GT2       | 4:06.482 | +43.594   |
| 47 | 89  | Hankook Team Farnbacher    | GT2       | 4:06.612 | +43.724   |
| 48 | 85  | Snoras Spyker Squadron     | GT2       | 4:08.348 | +45.460   |
| 49 | 84  | Team Modena                | GT2       | 4:08.508 | +45.620   |
| 50 | 83  | Risi Competizione          | GT2       | 4:08.758 | +45.870   |
| 51 | 70  | IMSA Performance Matmut    | GT2       | 4:10.014 | +47.126   |
| 52 | 75  | Endurance Asia Team        | GT2       | 4:10.456 | +47.568   |
| 53 | 96  | Virgo Motorsport           | GT2       | 4:10.664 | +47.776   |
| 54 | 81  | Advanced Engineering       | GT2       | 4:13.920 | +51.032   |
| 55 | 68  | JLOC                       | GT1       | 4:21.812 | +58.924   |

## Végeredmény
|                 | Kategória | Rajt- szám | Csapat                                         | Versenyzők                                                 | Modell                              | Abroncs | Körök |
| Motor           | Kategória | Rajt- szám | Csapat                                         | Versenyzők                                                 |                                     | Abroncs | Körök |
| --------------- | --------- | ---------- | ---------------------------------------------- | ---------------------------------------------------------- | ----------------------------------- | ------- | ----- |
| 1               | LMP1      | 9          | Peugeot Sport Total                            | David Brabham Marc Gené Alexander Wurz                     | Peugeot 908 HDi FAP                 | M       | 382   |
| 1               | LMP1      | 9          | Peugeot Sport Total                            | David Brabham Marc Gené Alexander Wurz                     | Peugeot HDi 5.5 L Turbo V12 (Dízel) | M       | 382   |
| 2               | LMP1      | 8          | Team Peugeot Total                             | Franck Montagny Sébastien Bourdais Stéphane Sarrazin       | Peugeot 908 HDi FAP                 | M       | 381   |
| 2               | LMP1      | 8          | Team Peugeot Total                             | Franck Montagny Sébastien Bourdais Stéphane Sarrazin       | Peugeot HDi 5.5 L Turbo V12 (Dízel) | M       | 381   |
| 3               | LMP1      | 1          | Audi Sport Team Joest                          | Tom Kristensen Allan McNish Rinaldo Capello                | Audi R15 TDI                        | M       | 376   |
| 3               | LMP1      | 1          | Audi Sport Team Joest                          | Tom Kristensen Allan McNish Rinaldo Capello                | Audi TDI 5.5 L Turbo V10 (Dízel)    | M       | 376   |
| 4               | LMP1      | 007        | AMR Eastern Europe                             | Jan Charouz Tomáš Enge Stefan Mücke                        | Lola-Aston Martin B09/60            | M       | 373   |
| 4               | LMP1      | 007        | AMR Eastern Europe                             | Jan Charouz Tomáš Enge Stefan Mücke                        | Aston Martin 6.0 L V12              | M       | 373   |
| 5               | LMP1      | 11         | Team Oreca Matmut AIM                          | Olivier Panis Nicolas Lapierre Soheil Ayari                | Oreca 01                            | M       | 370   |
| 5               | LMP1      | 11         | Team Oreca Matmut AIM                          | Olivier Panis Nicolas Lapierre Soheil Ayari                | AIM YS5.5 5.5 L V10                 | M       | 370   |
| 6               | LMP1      | 7          | Team Peugeot Total                             | Nicolas Minassian Pedro Lamy Christian Klien               | Peugeot 908 HDi FAP                 | M       | 369   |
| 6               | LMP1      | 7          | Team Peugeot Total                             | Nicolas Minassian Pedro Lamy Christian Klien               | Peugeot HDi 5.5 L Turbo V12 (Dízel) | M       | 369   |
| 7               | LMP1      | 14         | Kolles                                         | Charles Zwolsman, Jr. Narain Karthikeyan André Lotterer    | Audi R10 TDI                        | M       | 369   |
| 7               | LMP1      | 14         | Kolles                                         | Charles Zwolsman, Jr. Narain Karthikeyan André Lotterer    | Audi TDI 5.5 L Turbo V12 (Dízel)    | M       | 369   |
| 8               | LMP1      | 16         | Pescarolo Sport                                | Christophe Tinseau Bruce Jouanny João Barbosa              | Pescarolo 01                        | M       | 368   |
| 8               | LMP1      | 16         | Pescarolo Sport                                | Christophe Tinseau Bruce Jouanny João Barbosa              | Judd GV5.5 S2 5.5 L V10             | M       | 368   |
| 9               | LMP1      | 15         | Kolles                                         | Christian Bakkerud Christijan Albers Giorgio Mondini       | Audi R10 TDI                        | M       | 360   |
| 9               | LMP1      | 15         | Kolles                                         | Christian Bakkerud Christijan Albers Giorgio Mondini       | Audi TDI 5.5 L Turbo V12 (Dízel)    | M       | 360   |
| 10              | LMP2      | 31         | Team Essex Poulsen Motorsport                  | Casper Elgaard Kristian Poulsen Emmanuel Collard           | Porsche RS Spyder Evo               | M       | 357   |
| 10              | LMP2      | 31         | Team Essex Poulsen Motorsport                  | Casper Elgaard Kristian Poulsen Emmanuel Collard           | Porsche MR6 3.4 L V8                | M       | 357   |
| 11              | LMP1      | 12         | Signature Plus                                 | Pierre Ragues Franck Mailleux Didier André                 | Courage-Oreca LC70E                 | M       | 344   |
| 11              | LMP1      | 12         | Signature Plus                                 | Pierre Ragues Franck Mailleux Didier André                 | Judd GV5.5 S2 5.5 L V10             | M       | 344   |
| 12              | LMP2      | 33         | Speedy Racing Team Sebah Automotive            | Benjamin Leuenberger Xavier Pompidou Jonny Kane            | Lola B08/80                         | M       | 343   |
| 12              | LMP2      | 33         | Speedy Racing Team Sebah Automotive            | Benjamin Leuenberger Xavier Pompidou Jonny Kane            | Judd DB 3.4 L V8                    | M       | 343   |
| 13              | LMP1      | 008        | Aston Martin Racing                            | Anthony Davidson Darren Turner Jos Verstappen              | Lola-Aston Martin B09/60            | M       | 342   |
| 13              | LMP1      | 008        | Aston Martin Racing                            | Anthony Davidson Darren Turner Jos Verstappen              | Aston Martin 6.0 L V12              | M       | 342   |
| 14              | LMP1      | 13         | Speedy Racing Team Sebah Automotive            | Andrea Belicchi Nicolas Prost Neel Jani                    | Lola B08/60                         | M       | 342   |
| 14              | LMP1      | 13         | Speedy Racing Team Sebah Automotive            | Andrea Belicchi Nicolas Prost Neel Jani                    | Aston Martin 6.0 L V12              | M       | 342   |
| 15              | GT1       | 63         | Corvette Racing                                | Johnny O'Connell Jan Magnussen Antonio García              | Chevrolet Corvette C6.R             | M       | 342   |
| 15              | GT1       | 63         | Corvette Racing                                | Johnny O'Connell Jan Magnussen Antonio García              | Chevrolet LS7.R 7.0 L V8            | M       | 342   |
| 16              | GT1       | 73         | Luc Alphand Aventures                          | Xavier Maassen Yann Clairay Julien Jousse                  | Chevrolet Corvette C6.R             | D       | 336   |
| 16              | GT1       | 73         | Luc Alphand Aventures                          | Xavier Maassen Yann Clairay Julien Jousse                  | Chevrolet LS7.R 7.0 L V8            | D       | 336   |
| 17              | LMP1      | 3          | Audi Sport Team Joest                          | Timo Bernhard Romain Dumas Alexandre Prémat                | Audi R15 TDI                        | M       | 333   |
| 17              | LMP1      | 3          | Audi Sport Team Joest                          | Timo Bernhard Romain Dumas Alexandre Prémat                | Audi TDI 5.5 L Turbo V10 (Dízel)    | M       | 333   |
| 18              | GT2       | 82         | Risi Competizione                              | Jaime Melo Pierre Kaffer Mika Salo                         | Ferrari F430 GT2                    | M       | 329   |
| 18              | GT2       | 82         | Risi Competizione                              | Jaime Melo Pierre Kaffer Mika Salo                         | Ferrari 4.0 L V8                    | M       | 329   |
| 19              | GT2       | 97         | BMS Scuderia Italia                            | Fabio Babini Matteo Malucelli Paolo Ruberti                | Ferrari F430 GT2                    | P       | 327   |
| 19              | GT2       | 97         | BMS Scuderia Italia                            | Fabio Babini Matteo Malucelli Paolo Ruberti                | Ferrari 4.0 L V8                    | P       | 327   |
| 20              | LMP2      | 24         | OAK Racing Team Mazda France                   | Jacques Nicolet Richard Hein Jean-François Yvon            | Pescarolo 01                        | D       | 325   |
| 20              | LMP2      | 24         | OAK Racing Team Mazda France                   | Jacques Nicolet Richard Hein Jean-François Yvon            | Mazda MZR-R 2.0 L Turbo I4          | D       | 325   |
| 21              | LMP1      | 23         | Strakka Racing                                 | Nick Leventis Peter Hardman Danny Watts                    | Ginetta-Zytek GZ09S                 | M       | 325   |
| 21              | LMP1      | 23         | Strakka Racing                                 | Nick Leventis Peter Hardman Danny Watts                    | Zytek ZJ458 4.5 L V8                | M       | 325   |
| 22              | GT2       | 83         | Risi Competizione Krohn Racing                 | Tracy Krohn Eric van de Poele Nic Jönsson                  | Ferrari F430 GT2                    | M       | 323   |
| 22              | GT2       | 83         | Risi Competizione Krohn Racing                 | Tracy Krohn Eric van de Poele Nic Jönsson                  | Ferrari 4.0 L V8                    | M       | 323   |
| 23              | GT2       | 92         | JMW Motorsport                                 | Rob Bell Andrew Kirkaldy Tim Sugden                        | Ferrari F430 GT2                    | D       | 320   |
| 23              | GT2       | 92         | JMW Motorsport                                 | Rob Bell Andrew Kirkaldy Tim Sugden                        | Ferrari 4.0 L V8                    | D       | 320   |
| 24              | LMP1      | 4          | Creation Autosportif                           | Jamie Campbell-Walter Vanina Ickx Romain Ianetta           | Creation CA07                       | M       | 319   |
| 24              | LMP1      | 4          | Creation Autosportif                           | Jamie Campbell-Walter Vanina Ickx Romain Ianetta           | Judd GV5.5 S2 5.5 L V10             | M       | 319   |
| 25              | GT2       | 85         | Snoras Spyker Squadron                         | Tom Coronel Jeroen Bleekemolen Jaroslav Janiš              | Spyker C8 Laviolette GT2-R          | M       | 319   |
| 25              | GT2       | 85         | Snoras Spyker Squadron                         | Tom Coronel Jeroen Bleekemolen Jaroslav Janiš              | Audi 3.8 L V8                       | M       | 319   |
| 26              | GT2       | 78         | AF Corse                                       | Gianmaria Bruni Luis Pérez Companc Matías Russo            | Ferrari F430 GT2                    | M       | 317   |
| 26              | GT2       | 78         | AF Corse                                       | Gianmaria Bruni Luis Pérez Companc Matías Russo            | Ferrari 4.0 L V8                    | M       | 317   |
| 27              | GT2       | 84         | Team Modena                                    | Leo Mansell Pierre Ehret Roman Rusinov                     | Ferrari F430 GT2                    | M       | 314   |
| 27              | GT2       | 84         | Team Modena                                    | Leo Mansell Pierre Ehret Roman Rusinov                     | Ferrari 4.0 L V8                    | M       | 314   |
| 28              | LMP2      | 32         | Barazi-Epsilon                                 | Juan Barazi Phil Bennett Stuart Moseley                    | Zytek 07S/2                         | D       | 306   |
| 28              | LMP2      | 32         | Barazi-Epsilon                                 | Juan Barazi Phil Bennett Stuart Moseley                    | Zytek 2ZG348 3.4 L V8               | D       | 306   |
| 29              | GT2       | 99         | JMB Racing                                     | Manuel Rodrigues Yvan Lebon Christophe Bouchut             | Ferrari F430 GT2                    | M       | 304   |
| 29              | GT2       | 99         | JMB Racing                                     | Manuel Rodrigues Yvan Lebon Christophe Bouchut             | Ferrari 4.0 L V8                    | M       | 304   |
| 30              | GT2       | 81         | Advanced Engineering Team Seattle              | Patrick Dempsey Don Kitch, Jr. Joe Foster                  | Ferrari F430 GT2                    | M       | 301   |
| 30              | GT2       | 81         | Advanced Engineering Team Seattle              | Patrick Dempsey Don Kitch, Jr. Joe Foster                  | Ferrari 4.0 L V8                    | M       | 301   |
| 31              | GT1       | 66         | Jetalliance Racing                             | Lukas Lichtner-Hoyer Thomas Gruber Alex Müller             | Aston Martin DBR9                   | M       | 294   |
| 31              | GT1       | 66         | Jetalliance Racing                             | Lukas Lichtner-Hoyer Thomas Gruber Alex Müller             | Aston Martin 6.0 L V12              | M       | 294   |
| 32              | GT2       | 96         | Virgo Motorsport                               | Sean McInerney Michael McInerney Michael Vergers           | Ferrari F430 GT2                    | D       | 280   |
| 32              | GT2       | 96         | Virgo Motorsport                               | Sean McInerney Michael McInerney Michael Vergers           | Ferrari 4.0 L V8                    | D       | 280   |
| Nem értékelhető |           |            |                                                |                                                            |                                     |         |       |
| 33              | GT2       | 75         | Endurance Asia Team Perspective Racing         | Darryl O'Young Philippe Hesnault Plamen Kralev             | Porsche 997 GT3-RSR                 | D       | 186   |
| 33              | GT2       | 75         | Endurance Asia Team Perspective Racing         | Darryl O'Young Philippe Hesnault Plamen Kralev             | Porsche 3.8 L Flat-6                | D       | 186   |
| Nem ért célba   |           |            |                                                |                                                            |                                     |         |       |
| 34              | LMP2      | 5          | Navi Team Goh                                  | Ara Szeidzsi Keisuke Kunimoto Sascha Maassen               | Porsche RS Spyder Evo               | M       | 339   |
| 34              | LMP2      | 5          | Navi Team Goh                                  | Ara Szeidzsi Keisuke Kunimoto Sascha Maassen               | Porsche MR6 3.4 L V8                | M       | 339   |
| 35              | GT1       | 64         | Corvette Racing                                | Oliver Gavin Olivier Beretta Marcel Fässler                | Chevrolet Corvette C6.R             | M       | 311   |
| 35              | GT1       | 64         | Corvette Racing                                | Oliver Gavin Olivier Beretta Marcel Fässler                | Chevrolet LS7.R 7.0 L V8            | M       | 311   |
| 36              | LMP2      | 25         | RML                                            | Thomas Erdos Mike Newton Chris Dyson                       | Lola B08/86                         | M       | 273   |
| 36              | LMP2      | 25         | RML                                            | Thomas Erdos Mike Newton Chris Dyson                       | Mazda MZR-R 2.0 L Turbo I4          | M       | 273   |
| 37              | GT2       | 87         | Drayson Racing                                 | Paul Drayson Jonny Cocker Marino Franchitti                | Aston Martin V8 Vantage GT2         | M       | 272   |
| 37              | GT2       | 87         | Drayson Racing                                 | Paul Drayson Jonny Cocker Marino Franchitti                | Aston Martin 4.5 L V8               | M       | 272   |
| 38              | GT2       | 76         | IMSA Performance Matmut                        | Patrick Pilet Raymond Narac Patrick Long                   | Porsche 997 GT3-RSR                 | M       | 265   |
| 38              | GT2       | 76         | IMSA Performance Matmut                        | Patrick Pilet Raymond Narac Patrick Long                   | Porsche 4.0 L Flat-6                | M       | 265   |
| 39              | LMP2      | 39         | KSM                                            | Hideki Noda Jean de Pourtales Matthew Marsh                | Lola B07/46                         | D       | 261   |
| 39              | LMP2      | 39         | KSM                                            | Hideki Noda Jean de Pourtales Matthew Marsh                | Mazda MZR-R 2.0 L Turbo I4          | D       | 261   |
| 40              | LMP1      | 009        | Aston Martin Racing                            | Stuart Hall Harold Primat Peter Kox                        | Lola-Aston Martin B09/60            | M       | 252   |
| 40              | LMP1      | 009        | Aston Martin Racing                            | Stuart Hall Harold Primat Peter Kox                        | Aston Martin 6.0 L V12              | M       | 252   |
| 41              | LMP1      | 10         | Team Oreca Matmut AIM                          | Stéphane Ortelli Bruno Senna Tiago Monteiro                | Oreca 01                            | M       | 219   |
| 41              | LMP1      | 10         | Team Oreca Matmut AIM                          | Stéphane Ortelli Bruno Senna Tiago Monteiro                | AIM YS5.5 5.5 L V10                 | M       | 219   |
| 42              | LMP1      | 17         | Pescarolo Sport                                | Simon Pagenaud Jean-Christophe Boullion Benoît Tréluyer    | Peugeot 908 HDi FAP                 | M       | 210   |
| 42              | LMP1      | 17         | Pescarolo Sport                                | Simon Pagenaud Jean-Christophe Boullion Benoît Tréluyer    | Peugeot HDi 5.5 L Turbo V12 (Dízel) | M       | 210   |
| 43              | LMP2      | 35         | OAK Racing Team Mazda France                   | Matthieu Laheye Guillaume Moreau Karim Ajlani              | Pescarolo 01                        | D       | 208   |
| 43              | LMP2      | 35         | OAK Racing Team Mazda France                   | Matthieu Laheye Guillaume Moreau Karim Ajlani              | Mazda MZR-R 2.0 L I4                | D       | 208   |
| 44              | LMP2      | 30         | Racing Box                                     | Andrea Piccini Thomas Biagi Matteo Bobbi                   | Lola B08/80                         | M       | 203   |
| 44              | LMP2      | 30         | Racing Box                                     | Andrea Piccini Thomas Biagi Matteo Bobbi                   | Judd DB 3.4 L V8                    | M       | 203   |
| 45              | GT2       | 80         | Flying Lizard Motorsports                      | Jörg Bergmeister Darren Law Seth Neiman                    | Porsche 997 GT3-RSR                 | M       | 194   |
| 45              | GT2       | 80         | Flying Lizard Motorsports                      | Jörg Bergmeister Darren Law Seth Neiman                    | Porsche 4.0 L Flat-6                | M       | 194   |
| 46              | GT2       | 89         | Hankook Team Farnbacher                        | Dominik Farnbacher Allan Simonsen Christian Montanari      | Ferrari F430 GT2                    | H       | 183   |
| 46              | GT2       | 89         | Hankook Team Farnbacher                        | Dominik Farnbacher Allan Simonsen Christian Montanari      | Ferrari 4.0 L V8                    | H       | 183   |
| 47              | LMP1      | 6          | Team LNT                                       | Lawrence Tomlinson Richard Dean Nigel Moore                | Ginetta-Zytek GZ09S                 | M       | 178   |
| 47              | LMP1      | 6          | Team LNT                                       | Lawrence Tomlinson Richard Dean Nigel Moore                | Zytek ZG408 4.0 L V8                | M       | 178   |
| 48              | LMP1      | 2          | Audi Sport North America                       | Marco Werner Lucas Luhr Mike Rockenfeller                  | Audi R15 TDI                        | M       | 104   |
| 48              | LMP1      | 2          | Audi Sport North America                       | Marco Werner Lucas Luhr Mike Rockenfeller                  | Audi TDI 5.5 L Turbo V10 (Dízel)    | M       | 104   |
| 49              | LMP2      | 41         | GAC Racing Team                                | Karim Ojjeh Claude-Yves Gosselin Philipp Peter             | Zytek 07S/2                         | M       | 102   |
| 49              | LMP2      | 41         | GAC Racing Team                                | Karim Ojjeh Claude-Yves Gosselin Philipp Peter             | Zytek ZG348 3.4 L V8                | M       | 102   |
| 50              | GT2       | 70         | IMSA Performance Matmut Team Felbermayr-Proton | Michel Lecourt Horst Felbermayr, Sr. Horst Felbermayr, Jr. | Porsche 997 GT3-RSR                 | M       | 102   |
| 50              | GT2       | 70         | IMSA Performance Matmut Team Felbermayr-Proton | Michel Lecourt Horst Felbermayr, Sr. Horst Felbermayr, Jr. | Porsche 4.0 L Flat-6                | M       | 102   |
| 51              | GT1       | 72         | Luc Alphand Aventures                          | Luc Alphand Stéphan Grégoire Patrice Goueslard             | Chevrolet Corvette C6.R             | D       | 99    |
| 51              | GT1       | 72         | Luc Alphand Aventures                          | Luc Alphand Stéphan Grégoire Patrice Goueslard             | Chevrolet LS7.R 7.0 L V8            | D       | 99    |
| 52              | LMP2      | 26         | Bruichladdich-Bruneau Team                     | Pierre Bruneau Marc Rostan Tim Greaves                     | Radical SR9                         | D       | 91    |
| 52              | LMP2      | 26         | Bruichladdich-Bruneau Team                     | Pierre Bruneau Marc Rostan Tim Greaves                     | AER P07 2.0 L Turbo I4              | D       | 91    |
| 53              | LMP2      | 40         | Quifel ASM Team                                | Miguel Amaral Olivier Pla Guy Smith                        | Ginetta-Zytek GZ09S/2               | D       | 46    |
| 53              | LMP2      | 40         | Quifel ASM Team                                | Miguel Amaral Olivier Pla Guy Smith                        | Zytek ZG348 3.4 L V8                | D       | 46    |
| 54              | GT2       | 77         | Team Felbermayr-Proton                         | Marc Lieb Wolf Henzler Richard Lietz                       | Porsche 997 GT3-RSR                 | M       | 24    |
| 54              | GT2       | 77         | Team Felbermayr-Proton                         | Marc Lieb Wolf Henzler Richard Lietz                       | Porsche 4.0 L Flat-6                | M       | 24    |
| 55              | GT1       | 68         | JLOC                                           | Atsushi Yogo Yutaka Yamagishi Marco Apicella               | Lamborghini Murciélago R-GT         | Y       | 1     |
| 55              | GT1       | 68         | JLOC                                           | Atsushi Yogo Yutaka Yamagishi Marco Apicella               | Lamborghini 6.0 L V12               | Y       | 1     |